# Jenny Enning
Jenny Enning (* 24. April 1810 in Lausanne; † 1. Dezember 1880 ebenda; heimatberechtigt in Mauraz) war eine Schweizer Wohltäterin.

## Leben
Jeanne Louise Cavin war die Tochter des Bauern Jean-Daniel Cavin und der Jeanne-Pauline geb. Blanc. Ihr Vater stammte aus Vulliens und eröffnete eine Pintenwirtschaft, zuletzt war er Kaffeehausbesitzer. Jenny Cavin besuchte Schulen in Lausanne und arbeitete im Wirtshaus ihrer Familie. Im Jahr 1836 heiratete sie den Bäcker Jean-Georges Hennen (seit 1840 Enning) und arbeitete als Bäckerin. Sie war Erbin mehrerer Gebäude in ihrer Heimatstadt.
Jenny Enning starb am 1. Dezember 1880 in Lausanne und setzte die Gemeinde als Erbin ein. Ein Teil ihrer Güter ging an Wohltätigkeitsvereine. Der «Fonds Enning» wurde auf 419'000 Franken geschätzt. Mit diesem Geld konnten unter anderem 1888 die Höhere Töchterschule und zwei weitere Schulgebäude finanziert werden.